# Kieran Bew
Kieran John Bew (Hartlepool,18 de agosto de 1980) é um ator britânico. Bew é conhecido por interpretar Hugh Hammer em House of the Dragon, 'Big' Bill O'Hara em Warrior, Alfonso, Duque da Calábria em Da Vinci's Demons, Hans Christian Andersen: My Life as a Fairytale, e Gary Parr em The Street, vencedor do prêmio BAFTA de Jimmy McGovern, ao lado de Matt Smith.
Ele trabalhou extensivamente no teatro e na televisão britânicos desde que se formou na LAMDA em 2001.

## Início de vida e educação
Bew nasceu em Hartlepool, Condado de Durham, Inglaterra. Ele frequentou a English Martyrs School e a Sixth Form College. Ele treinou na London Academy of Music and Dramatic Art.
Como jovem esgrimista, Bew ganhou os títulos britânicos de espada sub-16 e sub-17, competiu por toda a Europa e ficou em 21º lugar no Campeonato Mundial de Cadetes em 1996. Ele também passou um tempo na infância como nadador competitivo e jogador de basquete. Atualmente ele compete nacionalmente pelo clube de esgrima Haverstock.
Em 1999, Bew trabalhou como coreógrafo de luta e capitão nas produções de Hamlet e Two Noble Kinsmen de Mark Rylance no Shakespeare's Globe Theatre em Londres. 

## Filmes e televisão
Bew aparece frequentemente na televisão britânica e em filmes independentes. Na televisão, Bew apareceu em Hustle and Spooks para a BBC e Crusoe para a NBC . Ele também apareceu em dois telefilmes da Hallmark, Brush with Fate, ao lado de Ellen Burstyn e Kelly Macdonald, e Hans Christian Andersen, com Hugh Bonneville e James Fox.
Em 2004, ele interpretou um hooligan de futebol chamado Ike no popular filme Green Street, ao lado de Elijah Wood e Charlie Hunnam. Em 2006, ele interpretou Gary Parr em The Street, de Jimmy McGovern, ao lado de Matt Smith e Gina McKee. Em 2008, ele interpretou o guitarrista principal no filme independente 1234. Já em 2009, ele apareceu no drama Personal Affairs, da BBC Three, interpretando Avi Gellman. Em 2013 e 2014, ele apareceu como o inspetor-detetive Jack Burns no drama diurno da BBC WPC 56. Em maio de 2017, ele estrelou como convidado na 10ª temporada da série Doctor Who, da BBC1, como Ivan no 5º episódio da série "Oxygen".
Ainda em 2017, Kieran interpretou Ian na minissérie "Liar" da ITV. A partir de 2019, Bew desempenhou um papel importante na série "Warrior", da então HBO Max, como um policial irlandês em meio ao conflito nos primeiros dias da Chinatown de São Francisco. No ano de 2024, Bew entrou para o elenco principal da série de fantasia da HBO, House of the Dragon, interpretando Hugh Hammer.

## Trabalho de palco
O trabalho de Bew no palco inclui participações nas seguintes peças:
- como Exton e Fitzwater em Ricardo II, dirigido por Trevor Nunn, no Old Vic Theatre, 2005.
- como Yakunin em The House of Special Purpose de Heidi Thomas, dirigido por Howard Davies, no Minerva Theatre Chichester, 2009.
- como Richard em Moscow Live de Serge Cartwright, dirigido por Jonathan Humphreys, no HighTide Festival, 2010.
- como The Men em The Knot of the Heart de David Eldridge, dirigido por Michael Attenborough, no Almeida Theatre, 2011.
- como Kent em Reasons to Be Pretty de Neil LaBute, dirigido por Michael Attenborough, no Almeida Theatre, 2011–12.
- como John em After Miss Julie de Patrick Marber, dirigido por Natalie Abrahami, no Young Vic Theatre, 2012.
- como Edmund em Rei Lear, dirigido por Michael Attenborough, no Teatro Almeida, 2012.
- como Laurent em Thérèse Raquin de Émile Zola, adaptado por Helen Edmundson, dirigido por Jonathan Munby, no Theatre Royal Bath, 2014.

Em 2014, Bew apareceu como Alfonso, Duque da Calábria em Da Vinci's Demons, de David S. Goyer, para a Starz, e como Laurent em Thérèse Raquin para o Theatre Royal Bath.

## Narração
- Engineering The Impossible: Rome, National Geographic Channel e Channel 5, 2011
- Engineering The Impossible: Egiypt, National Geographic Channel e Channel 5, 2011
- Rome Unwrapped (série) National Geographic Channel e Channel 5, 2011
- Strictly Baby Disco, Canal 4, 2011
- 24/7 Pet Hospital, BBC1, 2023

## Filmografia

### Televisão
| Year          | Show                                            | Role                      | Notes                                                                 |
| ------------- | ----------------------------------------------- | ------------------------- | --------------------------------------------------------------------- |
| 2002          | Bedtime                                         | PC Smith                  | Temporada 2; episódios 2, 4 & 5                                       |
| 2003          | Brush with Fate                                 | Adrian Kuypers            | Hallmark Hall of Fame                                                 |
| 2003          | Manchild                                        | David Hynes               | Temporada 2; episódio 6                                               |
| 2003          | Spooks                                          | Bryant                    | 1 episódio: Strike Force                                              |
| 2003          | Where the Heart Is                              | Rob Deyton                | 1 episódio: Archangel                                                 |
| 2003          | Hans Christian Andersen: My Life as a Fairytale | Hans Christian Andersen   | Hallmark Entertainment                                                |
| 2004          | Silent Witness                                  | Stephen Wiltshire         | 2 episódios: Body 21 (Part One) & Body 21 (Part Two)                  |
| 2005          | M.I.T.: Murder Investigation Team               | Gareth Frears             | Temporada 2; episódio 2                                               |
| 2005          | Hustle                                          | Neil Davis                | 1 episódio: Missions                                                  |
| 2005–2006     | The Bill                                        | Benjamin Meadows          | Recorrente; 6 episódios                                               |
| 2007          | Midsomer Murders                                | Danny Twyman              | 1 episódio: They Seek Him Here                                        |
| 2007          | The Whistleblowers                              | Luke Doughty              | 1 episódio: Ghosts                                                    |
| 2007          | The Street                                      | Gary Parr                 | 2 episódios: Demolition & Taxi                                        |
| 2008          | King Lear                                       | Soldier                   | Performance gravada para a televisão, RSC                             |
| 2008–2009     | Crusoe                                          | Nathan West               | Recorrente; 6 episódios                                               |
| 2009          | Personal Affairs                                | Avi Gellman               | 5 partes                                                              |
| 2011          | Silent Witness                                  | Ltn. Stephen Lockford     | 2 episódios: First Casualty (Part One) & First Casualty (Part Two)    |
| 2011          | Waking the Dead                                 | Young Murray Stuart       | 2 episódios: Solidarity (Part One) & Solidarity (Part Two)            |
| 2011          | Inspector George Gently                         | David Nugent              | 1 episódio: Gently Upside Down                                        |
| 2011          | Young James Herriot                             | Desmond Murray            | Temporada 1; Episódio 2                                               |
| 2012          | Whitechapel                                     | Mace Driffield            | Temporada 3; Episódio 5                                               |
| 2012          | The Bletchley Circle                            | Clerk on Train            | Temporada 1; episódios 2 & 3                                          |
| 2012          | Dark Matters: Twisted But True                  | Mesmer                    | 1 episódio: Agent Orange, Ben Franklin: Freud Slayer, Price of Beauty |
| 2012          | Dark Matters: Twisted But True                  | Thomas Midgley Jr.        | 1 episódio: Unabomber, Salvation by Starvation, Get the Lead Out      |
| 2013–2014     | WPC 56                                          | DI Jack Burns             | 6 episódios                                                           |
| 2014–2015     | Da Vinci's Demons                               | Duke Alphonso of Calabria | 8 episódios                                                           |
| 2016          | Beowulf: Return to the Shieldlands              | Beowulf                   | 12 partes                                                             |
| 2017          | Doctor Who                                      | Ivan                      | 1 episódio: Oxygen                                                    |
| 2017          | Cold Feet                                       | Gareth                    | Temporada 7; episódios 6 & 7                                          |
| 2017          | Rellik                                          | DI Mike Sutherland        | 6 partes                                                              |
| 2017–2020     | Liar                                            | Ian Davies                | 5 episódios                                                           |
| 2019–2023     | Warrior                                         | Bill O'Hara               | Elenco principal                                                      |
| 2022          | Rules of the Game                               | Gareth Jenkins            | 4 partes                                                              |
| 2024–presente | House of the Dragon                             | Hugh Hammer               | Elenco principal                                                      |

### Filmes
| Year | Title                     | Role           | Notes                       |
| ---- | ------------------------- | -------------- | --------------------------- |
| 2001 | Shotgun Wedding           | Stag           | Curta-metragem              |
| 2004 | Alien vs. Predator        | Klaus          |                             |
| 2005 | Green Street              | Ike            |                             |
| 2007 | Rise of the Footsoldier   | Ricky          | Creditado como "Kieren Bew" |
| 2008 | Slapper                   |                | Curta-metragem              |
| 2009 | 1234                      | Billy Nixon    |                             |
| 2009 | The Wedding Dress         | Groom          | Curta-metragem              |
| 2013 | The Busker and the Coin   | Him            | Curta-metragem              |
| 2013 | Et in Motorcadia Ego      | Harbinger      | Curta-metragem              |
| 2013 | Miriam                    | Male Neighbour | Curta-metragem              |
| 2014 | Five Minutes              | Dad            | Curta-metragem              |
| 2015 | At First Sight            | Jamie          | Curta-metragem              |
| 2017 | Twisted                   | Toby Nordlund  | Curta-metragem              |
| 2018 | Isabella                  | Hayden         | Curta-metragem              |
| 2021 | Absent Now the Dead       | Thersites      | Voz                         |
| 2022 | Typist Artist Pirate King | Gabe Patier    |                             |

### Videogames
| Ano  | Jogo                    | Papel            | Notas |
| ---- | ----------------------- | ---------------- | ----- |
| 2013 | Ryse: Son of Rome       | Vozes adicionais |       |
| 2014 | Dragon Age: Inquisition | Vozes adicionais |       |
| 2017 | Mass Effect: Andromeda  | Vozes adicionais |       |
| 2017 | Total War: Warhammer II | Príncipe Imrik   |       |
| 2019 | Anthem                  | Vozes adicionais |       |

## Links externos
- Kieran Bew. no IMDb.
- Kieran Bew no http://sueterryvoices.com/profile/kieran-bew/
- Hans Christian Andersen at RHI Entertainment
- Strictly Baby Disco http://www.channel4.com/programmes/strictly-baby-disco/4od
- After Miss Julie Young Vic Theatre http://www.youngvic.org/whats-on/after-miss-julie
- Et in Motorcadia Ego https://vimeo.com/79895013
- Five Minutes http://fiveminutes.gs/